# Masahiro Yamada
Pour les articles homonymes, voir Masahiro Yamada (scénariste).
Masahiro Yamada (山田 昌弘, Yamada Masahiro, né le 30 novembre 1957) est un sociologue japonais connu pour avoir inventé les néologismes « célibataire parasite » et « polarisation de la société » (ou « gap-widening society » (格差社会, kakusa shakai), très usités en sociologie. Diplômé de l'université de Tokyo, il enseigne à présent à l'université Tokyo Gakugei.